# إيزابيل هاريسون
إيزابيل هاريسون (بالإنجليزية: Isabelle Harrison) مواليد 27 سبتمبر 1993 في ناشفيل، هي لاعبة كرة سلة أمريكية. بدأت مسيرتها الاحترافية في سنة 2016. تم اختيارها من قبل فريق فينيكس ميركوري خلال الدرافت. تلعب مع سان أنطونيو ستارز في دوري الاتحاد الوطني لكرة السلة النسائية كلاعب وسط. وتحمل الرقم 20. يبلغ طولها 6 قدم 3 بوصة (1.9 م).

## روابط خارجية
- إيزابيل هاريسون على موقع الاتحاد الوطني لكرة السلة النسائية (الإنجليزية)
- إيزابيل هاريسون على موقع كرة السلة الأوروبية.كوم (الإنجليزية)
- إيزابيل هاريسون على موقع كلية كرة السلة في سبورتس رفرنس.كوم (الإنجليزية)
- إيزابيل هاريسون على موقع بروبوليرز (الإنجليزية)
- إيزابيل هاريسون على موقع سبورتس رفرنس (الإنجليزية)